# Himalopsyche excisa
Himalopsyche excisa är en nattsländeart som först beskrevs av Georg Ulmer 1905.  Himalopsyche excisa ingår i släktet Himalopsyche och familjen rovnattsländor. Inga underarter finns listade i Catalogue of Life.